# Spectroscopie astronomique
 (février 2025).
Si vous disposez d'ouvrages ou d'articles de référence ou si vous connaissez des sites web de qualité traitant du thème abordé ici, merci de compléter l'article en donnant les références utiles à sa vérifiabilité et en les liant à la section « Notes et références ».

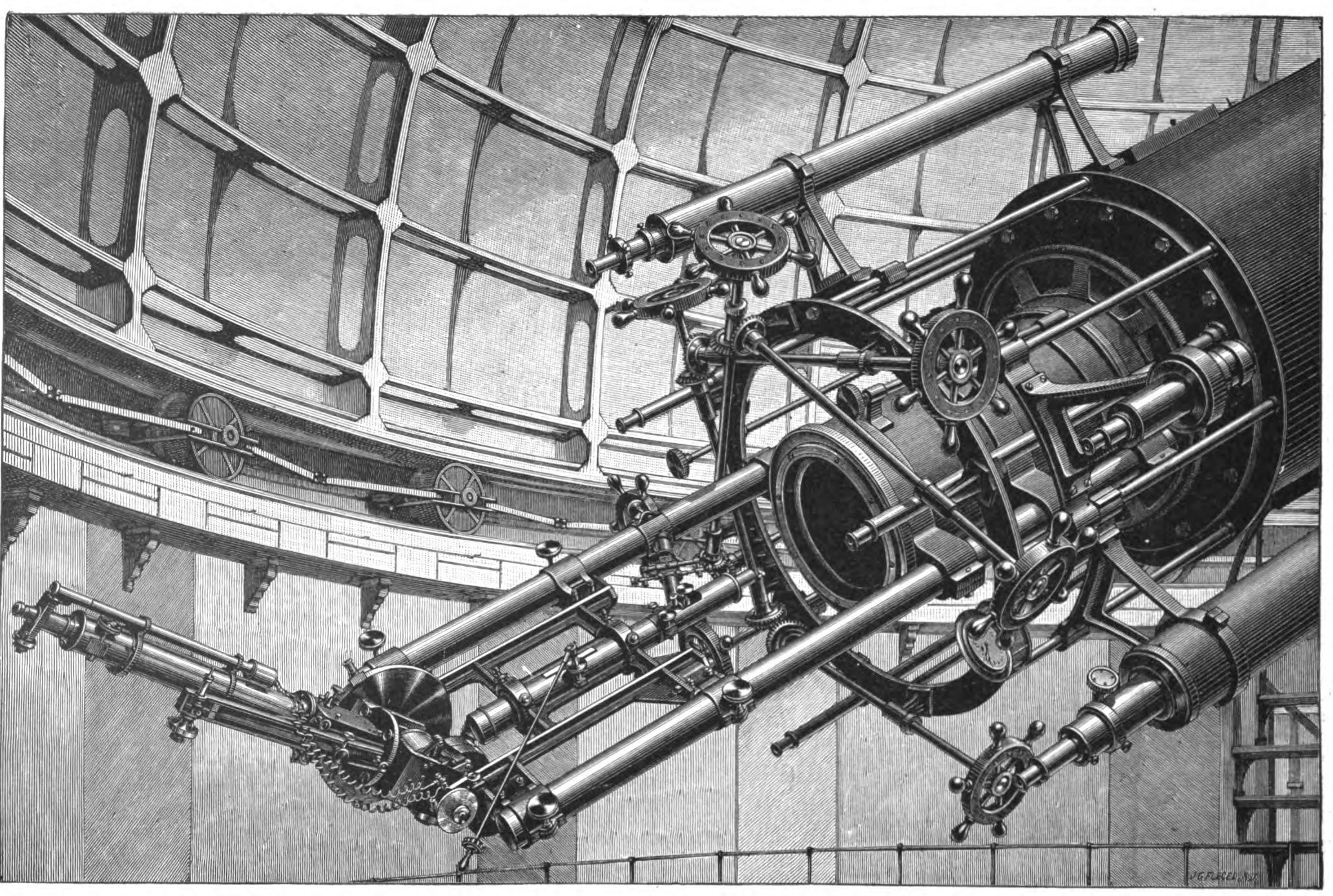
Le Star-Spectroscope de l'observatoire Lick en 1898. Conçu par James Keeler, il a été construit par John Alfred Brashear.

La spectroscopie est l'un des moyens principaux pour les astrophysiciens pour étudier l'Univers. En 1835, Auguste Comte disait dans son Cours de philosophie positive que parmi les choses qui resteraient à jamais hors de portée de la connaissance humaine figurait la composition chimique du Soleil. Il ne vécut pas assez longtemps pour voir en 1865 deux savants allemands, Robert Bunsen et Gustav Kirchhoff analyser pour la première fois la lumière du Soleil et permettre la détermination de la composition chimique de celui-ci. Depuis cette date, la spectroscopie astronomique n'a cessé de progresser et les spectrographes font partie intégrante, dans les années 2020, de tous les observatoires astronomiques du monde.
L'analyse d'un spectre nous apporte une grande quantité d'information sur la source qui a émis la lumière, mais aussi sur la matière se trouvant entre la source et nous.

## Historique
De tout temps, les hommes ont observé des arcs-en-ciel lors d'averses.  Il faut cependant attendre 1665 pour que Isaac Newton s'intéresse à la question de la décomposition de la lumière au moyen d'un prisme (et de sa recomposition au moyen de la roue qui porte son nom). 150 ans plus tard, en 1814, Joseph von Fraunhofer découvre les raies qui portent son nom dans le spectre du Soleil. Fraunhofer utilise un réseau de diffraction inventé en 1785 par David Rittenhouse. Grâce à l'utilisation d'un réseau, dont la théorie est simple, il peut mesurer les longueurs d'ondes. En 1865, Robert Bunsen et Gustav Kirchhoff (généralisant les travaux de Foucault dès 1845) aperçoivent également des raies en observant des spectres de flamme et, stupéfaction, s'aperçoivent que ces raies se trouvent exactement aux mêmes endroits que celles décrites par Fraunhofer, 50 ans plus tôt, faisant ainsi le lien entre les spectres et la composition chimique des objets observés. Il en déduisit la loi éponyme "un corps ne peut absorber que les radiations qu'il peut émettre" qui aura des conséquences révolutionnaires sur le plan astronomique, nonobstant les affirmations d'Auguste Comte (1842). 
C'est également l'époque où Dmitri Mendeleïev développe son célèbre Tableau périodique des éléments qui comporte encore de nombreux trous. Les chimistes se lancent alors dans la recherche d'éléments inconnus en étudiant des raies inconnues dans les spectres de flamme de tous les minéraux qui leur tombent sous la main. C'est ainsi que furent découverts le gallium, le germanium... À noter également que l'hélium fut identifié dans le spectre solaire quelques années avant d'être trouvé sur Terre. En effet, l'astronome français Jules Janssen (1824-1907) détecta la raie à 5875 A (jusqu'alors inconnue en laboratoire) dans le spectre solaire (18 août 1868) au cours de l'éclipse totale à Guntur en Inde. L'astronome britannique Sir J.N. Lockyer proposa la dénomination d'hélium puisque la raie fut détectée dans le spectre de Hélios (Soleil !). En même temps, des recherches en physique (théories du rayonnement, lois de Planck, de Wien, etc.) sur la structure atomique (Rutherford, Bohr...)  précisent la nature des quanta, la dépendance du spectre électromagnétique avec la longueur d'onde, due aux différentes transitions de niveaux d'énergie. Fin du XIXe siècle, on s'intéresse également à la qualité de l'éclairage et au lien entre la température et la répartition de l'énergie dans le spectre. La loi de Wien, l'observation du spectre de l'atome d'hydrogène et de ses différentes 'séries' mèneront au développement de la mécanique quantique et au modèle de Bohr de l'atome. Pieter Zeeman découvre en 1896 que les raies se dédoublent sous l'effet d'un champ magnétique, c'est l'effet Zeeman lié au spin de l'électron.
Les conclusions de Kirchhoff concernant le spectre solaire - le Soleil est composé d'un corps central très chaud, responsable du fond continu du spectre, entouré d'une "atmosphère" dont les couches extérieures moins chaudes et moins denses sont responsables des raies d'absorption, raies sombres sur fond continu brillant - auront des répercussions astronomiques considérables. En effet, appliquée aux étoiles par Huggins (1864 en Angleterre) et par Secchi à Rome, sur bon nombre d'étoiles, la spectroscopie stellaire révèle des similitudes spectrales avec le spectre de l'astre du jour : un fond continu sillonné de raies ou de bandes sombres plus ou moins larges ; c'est donc que la constitution de ces étoiles devrait être analogue à celle du Soleil.
Par ailleurs, les progrès en chimie-physique (spectre de l'atome d'hydrogène, études des niveaux d'énergie, etc.) permettent de relier la présence de telle ou telle raie de tel ou tel élément chimique aux conditions physiques (température, pression) à l'intérieur de l'étoile étudiée. On en arrive ainsi à "ranger" les étoiles suivant leurs spectres en fonction de la température de leur atmosphère, et en fonction de leur éclat apparent. Combinée à la loi de Pogson (1856) reliant magnitudes apparente et absolue, l'analyse des spectres des étoiles mènera à leur classification dans un diagramme "type spectral - luminosité" qui portera le nom de  diagramme de Hertzsprung-Russell vers 1910 dû à deux astronomes travaillant indépendamment : Ejnar Hertzsprung et Henry Norris Russell.
À la fin du XIXe et au début du XXe siècle, on n'avait que très peu d'idée sur la nature "extra-galactique" des objets célestes. C'est ainsi qu'on pensait avoir détecté en 1885 la présence d'une "nova" (étoile nouvelle, en réalité il s'agissait de la supernova SN 1885A, dans la région centrale de Messier 31, la célèbre "nébuleuse" d'Andromède), dont on pensait qu'elle faisait partie de la Voie Lactée. Les recherches de Ms. Henrietta Leavitt, Shapley, Slipher, et autres Hubble consistaient à mettre en évidence que ces lointaines nébuleuses étaient en réalité des "univers-îles". En 1929, Edwin Hubble, analysant les spectres de quelques "nébuleuses" lointaines, observe que leur spectre (de l'hydrogène ou d'autres éléments chimiques) présente un décalage vers le rouge par comparaison avec un spectre d'une source de référence ; et ce décalage était d'autant plus grand que l'objet visé était plus loin, équivalent à  l'"effet Doppler" qui venait d'être signalé : c'est la future Loi de Hubble. C'est la base du modèle cosmologique actuel : le Big bang suivi d'une expansion de l'Univers toujours en cours.
L'effet Zeeman permit à George Ellery Hale de montrer l'origine magnétique des taches solaires en réalisant les premiers magnétogrammes (en). La spectroscopie permet également l'étude de la composition des atmosphères planétaires et la composition isotopique des particules émises par les comètes.

## Utilisation de la spectroscopie en astrophysique
Les astrophysiciens utilisent les principes de la physique pour interpréter les observations spectroscopiques. Un spectre donne en effet des informations sur les conditions physiques (température, pression ou densité, gravité, champ magnétique, turbulence) et la composition chimique du milieu émetteur ou des milieux traversés. Il permet aussi de mesurer la vitesse radiale et la dispersion des vitesses, utiles pour les études cinématiques et dynamiques, et l'expansion de l'univers dans un contexte cosmologique

### Classification spectrale des étoiles
La classification stellaire, en type spectral et classe de luminosité, se base sur des raies spectrales sensibles à la températures (classification de Harvard) et à la gravité de surface, qui elle-même détermine la luminosité (classification de Yerkes).

### Température
La température d'un astre, photosphère d'une étoile, surface d'une planète, peut être estimée grâce à son émission thermique. Sa distribution spectrale d'énergie est estimé au moyen de photométrie dans plusieurs bandes spectrales, d'imagerie hyper-spectrale, ou de spectro-photométrie (la spectro-photométrie repose généralement sur de la spectroscopie à basse résolution). Cette distribution, comparée au spectre d'un corps noir indique une température de couleur ou la température effective.
Une autre approche, considérée comme plus fiable, consiste à déterminer l'intensité de certaines raies spectrales, et à les comparer entre-elles. Pour un élément chimique donné (atome ou molécule), ces raies dépendent de divers facteurs, et l'utilisation d'un certain nombre de raies permet de déterminer simultanément la température, la gravité de surface, et l'abondance de cette espèce chimique. La température a également un effet sur le profil des raies.
Dans les milieux diffus, comme un nébuleuse, le milieu interstellaire ou le milieu inter-galactique, ce sont par des rapports de raies d'émission que l'on détermine la température.

### Champ magnétique
L'effet Zeeman qui cause la séparation d'un niveau atomique en plusieurs sous-niveaux peut être observé sous la forme de dédoublement de raies dans un spectre stellaire, et ainsi permettre de mesurer le champ magnétique. Des mesures du champ magnétique à la surface des étoiles sont faites avec des spectropolarimètres.

### Turbulence
La turbulence, c'est-à-dire l'agitation désordonnée du milieu émetteur, s'observe dans les spectres sous la forme d'un élargissement des raies. Ceci est dû à l'effet Doppler associé à l'agitation des particules.

### Cinématique stellaire
La spectroscopie permet de mesurer des vitesses radiales d'étoiles individuelles ou de systèmes stellaires non résolus en étoiles, tels les galaxies. Cela permet des études de populations stellaires et de modéliser la cinématique.

### Cosmologie
Les relevés spectroscopiques, comme 2dFou SDSS, permettent de dresser des cartes en trois dimensions (position sur le ciel et décalage vers le rouge) pour étudier la structure et la cinématique de l'univers proche. Les études de décalages vers le rouge permettent d'étayer les modèles cosmologiques d'expansion de l'univers, et notamment de mesurer la constante de Hubble.

## Spectroscopie observationnelle
L'enregistrement d'un spectre, parfois appelés spectrogramme, s'obtient en utilisant un spectrographe attaché au foyer d'un télescope. Avant d'en extraire des paramètres utiles à un interprétation physique, ce spectre doit subir différents traitements, ou corrections, qui dépendent à la fois de l'instrumentation utilisée et des objectifs de l'étude.

### Effets telluriques
Les effets telluriques sont les altérations du spectre astronomique qui surviennent à cause du passage à travers l'atmosphère terrestre. Les spectres obtenus avec des télescopes spatiaux n'en sont donc pas affectés. Ces effets sont de trois types: l'absorption continue, l'absorption dans des raies discrètes, et la diffusion et la pollution lumineuse, et la dispersion spectrale de l'atmosphère.
La dispersion spectrale de l'atmosphère est un conséquence de la réfraction atmosphérique, qui varie en fonction de la longueur d'onde. Suivant l'angle entre l'horizon et la direction de dispersion spectrale, le spectre observé peut être légèrement dévié, ou bien compressé ou étendu. Cet effet peut être corrigé par l'instrument, en utilisant un appareil dispersant la lumière de façon opposée à l'atmosphère.

### Effets du milieu interstellaire (rougissement interstellaire)
Le milieu interstellaire peut être en lui même l'objet de l'étude, mais lorsque ce n'est pas le cas, il est nécessaire de tenir compte et de corriger ses effets sur les observations. Les deux effets sont d'une part un extinction continue (qui varie lentement avec la longueur d'onde), et qui provoque un rougissement du spectre (parce que la lumière bleue est plus absorbée que la lumière rouge), cette extinction est due à de la diffusion par des grains de poussière. Le second effet une une absorption dans des raies spectrales étroites (dues à des atomes ou à des molécules) ou dans des bandes spectrales étendues, appelées bande insterstellaires diffuses (connues sous leur acronyme anglais, DIB).

## Les différents spectrographes
- Le prisme objectif (PO) et le spectrographe sans fente sont utilisés à faible dispersion pour obtenir les spectres de tous les objets du champ. Les PO ont été utilisés pour la classification stellaire et la recherche d'objets à excès UV et de galaxies à raies d'émissions, comme dans le relevé de l'observatoire de Byurakan (galaxies de Markarian)[7]. La mesure des vitesses radiales avec un PO est compliquée, du fait de l’absence de spectre de comparaison à côté de chaque spectre stellaire, et ce celui des distorsion instrumentales, mais des méthodes ont été mises au point[8]. Des instruments modernes, tel que EFOSC sur le télescope de 3,6 m de l'ESO, ou des instruments du HST et du JWST offrent des modes de spectroscopie sans fente.
- Le spectrographe à longue-fente, qui est identique à ceux qu'on utilise dans les autres sciences, et généralement de faible et moyenne résolution spectrale.
- Le spectrographe échelle qui permet d'optimiser l'utilisation de la surface du détecteur, et qui permet d'atteindre une très haute résolution spectrale.
- Le spectrographe à fibre optique qui utilise une fibre optique à la place d'une fente.
- Le spectrographe multi-objets qui permet, grâce à des masques multi-fentes ou à des fibres optiques d'observer plusieurs objets en même temps.
- Le spectro-imageur, instrument versatile qui combine des modes d'imagerie directe et de spectroscopie.
- La spectroscopie par transformée de Fourier.
- Le spectrographe à champ intégral.
- Le spectropolarimètre, qui mesure simultanément les différents états de polarisation.
- Le spectrohéliographe est utilisé pour faire des images monochromatiques de la surface du Soleil.

### Exemples
- SOPHIE, ÉLODIE, CORALIE, HARPS, HARPS-N et le futur ESPRESSO, entre autres, sont des spectrographes destinés à la recherche d'exoplanètes.
- UVES est un spectrographe échelle dans l'optique, installé au VLT.
- FORS1 et FORS2 sont deux spectro-imageurs optiques, également installés au VLT, et qui permettent de faire aussi bien de la spectroscopie à longue fente que de la spectroscopie multi-objets.
- FLAMES est un spectrographe multi-objets, multi-fibres, au VLT, avec des modes spectroscopie à champ intégral.